# Đông Pháp thời báo
Đông Pháp Thời Báo (tiếng Pháp: Le Courrier Indochinois, chữ Hán: 東法時報) là một tờ báo tiếng Việt xuất bản vào giai đoạn Pháp thuộc ở Nam kỳ, Việt Nam.

## Lịch sử
Đông Pháp Thời Báo mỗi số có từ bốn đến tám trang, khổ lớn 65x40 cm, xuất bản ba kỳ một tuần vào các ngày thứ Hai, thứ Tư, thứ Sáu. Số đầu ra ngày 2 tháng 5 năm 1923. Số cuối (809) ra ngày 22 tháng 12 năm 1928. Sau đó Đông Pháp Thời Báo được đổi tên thành Thần Chung (chữ Pháp: La Cloche du Matin) theo giấy phép ra báo mà Diệp Văn Kỳ mới được cấp (Thần Chung ra số 1 ngày 7.01.1929, bị cấm sau số 344 ngày 23&24 tháng 3 năm 1930). Giấy phép Đông Pháp Thời Báo được Diệp Văn Kỳ trả lại cho Nguyễn Kim Đính, ông Đính có lúc định xuất bản lại tờ báo này, song việc đó không thành.

### Chủ nhiệm Nguyễn Kim Đính
Giai đoạn tháng 5 năm 1923 tới tháng 10 năm 1927, chủ nhiệm báo (tức chủ sở hữu, tương đương "cơ quan chủ quản" trong hệ thống báo chí Việt Nam hiện đại) là ông Nguyễn Kim Đính.
Từ tháng 5 năm 1923 tới tháng 12 năm 1924, chủ bút (tức tổng biên tập) là ông Hồ Văn Trung.
Tháng 12 năm 1924, chủ nhiệm Nguyễn Kim Đính điều chỉnh ban biên tập và thay Trung bằng một người mới từ miền Bắc là Trần Huy Liệu. Ông Trần Huy Liệu làm chủ bút từ tháng 1 năm 1925 tới tháng 7 năm 1926. Viết cho báo giai đoạn này ngoài Trần Huy Liệu còn có Bùi Công Trừng, Bùi Thế Mỹ... Báo dần chuyển hướng sang là một diễn đàn phản biện với chính quyền thực dân.
Tháng 3 năm 1925, Tôn Dật Tiên qua đời ở Trung Quốc, Trần Huy Liệu đã viết một bài dài giới thiệu tiểu sử của ông như tấm gương một nhà giải phóng dân tộc.
Tháng 9 năm 1925, Đông Pháp Thời Báo đăng một bài về cuộc đời Phan Bội Châu khi nhà lãnh đạo cao niên này đang bị chính quyền thực dân đưa ra xét xử.
Sau khi Phan Châu Trinh qua đời, tháng 3 năm 1926, Trần Huy Liệu lại viết một bài tiểu sử dài về nhân vật này.
Nhờ lập trường đối lập tương đối dứt khoát, Đông Pháp Thời Báo đã tăng được lượng độc giả gấp đôi trong vòng chỉ một năm, mỗi kỳ in 10.000 tờ trong khi tổng số lượng in của các báo Sài Gòn, cả tiếng Việt lẫn tiếng Pháp, không vượt quá 25.000 tờ.

### Chủ nhiệm Diệp Văn Kỳ
Tháng 10 năm 1927, vì kinh doanh thua lỗ, ông Nguyễn Kim Đính phải bán tờ báo lại cho ông Diệp Văn Kỳ (từ số 635, thứ Sáu, ngày 14 tháng 10 năm 1927).
Ông Diệp Văn Kỳ, sinh năm 1894, là một người có quốc tịch Pháp, có cha làm thông ngôn cho triều đình Huế và mẹ là một quận chúa. Bản thân ông có bằng tiến sĩ luật ở Đại học Paris và từng làm phó chủ tịch Đảng Lập hiến Đông Dương tại Pháp.
Ông có ý định mở một tờ báo sau khi về nước năm 1926, với sự hậu thuẫn tài chính của người cha vợ giàu có, địa chủ ở Sa Đéc Lê Quang Hiển. Không xin được giấy phép ra báo, ông Kỳ đã thỏa thuận với ông Đính ngày 6 tháng 9 năm 1927 đầu tư một số tiền lớn là 20.000 đồng bạc Đông Dương để cùng điều hành tờ báo. Đây là vụ giao dịch lớn nhất từ trước tới lúc đó cho một tờ báo chữ quốc ngữ, và ông Kỳ phải thế chấp tám căn nhà của cha vợ ở Sài Gòn.
Tháng 8 năm 1928, ông Diệp Văn Kỳ mời nhà báo trẻ tuổi Nguyễn Văn Bá, vốn đang làm ở tòa soạn báo L'Écho Annamitte, về làm chủ bút.
Vị chủ bút mới gây ấn tượng với loạt bài điều tra toàn diện về vụ bắt giam Nguyễn An Ninh kéo dài suốt hai tháng từ số ngày 4 tháng 10 năm 1928, bao gồm cả một bài phỏng vấn ông Ninh trong tù. Loạt bài kết luận "Hội kín Nguyễn An Ninh chỉ tồn tại trong trí tưởng tượng của chính quyền".
Đông Pháp Thời Báo cũng đổi ngày ra báo sang các ngày thứ Ba, thứ Năm và thứ Bảy và cho ra các phụ trương thể thao, phụ nữ và trẻ em, văn chương.
Diệp Văn Kỳ còn mời thêm các cây bút tên tuổi ngoài bắc như Tản Đà và Ngô Tất Tố vào Nam để tăng cường cho ban biên tập báo. Phan Khôi cộng tác viết cho Đông Pháp Thời Báo từ đầu năm 1928.

## Danh sách các chủ bút
- Hồ Văn Trung
- Nguyễn Tử Thức
- Trần Huy Liệu (bút danh Nam Kiều)
- Bùi Thế Mỹ (bút danh Lan Đình)
- Nguyễn Văn Bá